# Fondation Léopold-Bellan
Pour les articles homonymes, voir Léopold Bellan et Bellan.
La Fondation Léopold Bellan est une institution française privée à but non lucratif, reconnue d’utilité publique, active dans les secteurs sanitaire, social, médico-social et éducatif. Fondée à Paris en 1884 par Léopold Bellan, entrepreneur, homme politique et philanthrope républicain, elle poursuit depuis 140 ans une mission d’intérêt général en faveur des personnes vulnérables. Elle gère aujourd’hui 86 établissements et services dans trois grandes régions françaises : l’Île-de-France, le Centre-Val de Loire et les Hauts-de-France.
Elle organisait, jusqu'en 2014, le concours Léopold-Bellan, aujourd'hui repris par l'association lancer d'art.

## Historique
Les origines associatives (1884–1915)
La Fondation trouve ses racines dans la création, en 1884, d’une société musicale et éducative baptisée Les Ménestrels de Paris, destinée à encadrer la jeunesse ouvrière par les arts. En 1894, l’œuvre prend une dimension éducative plus large avec la fondation de la Société d’Enseignement Moderne pour le Développement de l’Instruction des Adultes (SEMDIA), qui dispense des cours du soir à plusieurs milliers de jeunes adultes dans des disciplines professionnelles, technologiques, civiques et culturelles.
L’action sociale après 1915
Marqué par la perte de son fils unique pendant la Première Guerre mondiale, Léopold Bellan élargit son action à l’assistance sociale, en créant ou développant des orphelinats, foyers féminins, sanatoriums, hôpitaux et instituts spécialisés. L’organisation devient progressivement un réseau structuré au service des plus fragiles.
De l’association à la fondation (1996)
Après un développement constant au XXe siècle, l’œuvre adopte en 1996 le statut de fondation reconnue d’utilité publique, assurant la pérennité de ses missions, la valorisation de son patrimoine et une gouvernance renforcée.

## Missions et domaines d'intervention
Fidèle à l’idéal de son fondateur — « garantir à chacun un accompagnement respectueux, adapté et solidaire » — la Fondation agit aujourd’hui dans quatre grands secteurs :
- Enfants et jeunes : crèches, établissements médico-éducatifs, protection de l’enfance, accompagnement de la surdité.
- Adultes en situation de handicap : ESAT, foyers de vie, habitats inclusifs, services à domicile, accueil de jour.
- Personnes âgées : EHPAD, services de soins et d’aide à domicile, accueils de jour, résidences seniors, accompagnement en fin de vie.
- Patients  hôpitaux de jour, hospitalisation à domicile, réadaptation, gériatrie, prise en charge des pathologies chroniques et neurologiques.

Expertises
La Fondation Léopold Bellan s’est dotée d’une expertise reconnue dans plusieurs champs du médico-social, sanitaire et éducatif :
- Handicap complexe et polyhandicap : accompagnement personnalisé des personnes avec troubles neurodéveloppementaux, autisme ou handicaps multiples.
- Épilepsie sévère : prise en charge globale via deux pôles spécialisés (Bry-sur-Marne pour les enfants, Créteil pour les adultes), alliant soins, éducation, accompagnement à l’autonomie et insertion.
- Surdité : dispositifs d’accompagnement précoce, éducatif et scolaire pour enfants et jeunes malentendants, en lien avec les familles et les écoles.
- Personnes âgées : expertise gériatrique en établissement ou à domicile, développement de plateformes intégrées et de lieux de vie ouverts.
- Soins de suite et de réadaptation : cardiologie, neurologie, troubles locomoteurs, hospitalisation de jour, hôpital à domicile.
- Protection de l’enfance : accueil et suivi éducatif des jeunes en difficulté ou placés, avec des dispositifs innovants d’insertion et d’hébergement.
- Insertion professionnelle des personnes en situation de handicap : à travers des ESAT et des plateformes emploi accompagné vers le milieu ordinaire.
- Autonomie et inclusion : diversité des modes d’accompagnement pour permettre à chacun de rester acteur de son parcours de vie.

Développement et innovations
Dans le cadre de ses orientations stratégiques à horizon 2030, la Fondation a engagé un virage stratégique pour mieux répondre aux évolutions sociales :
- Développement de dispositifs inclusifs et adaptables (DAME, habitat inclusif, emploi     accompagné),
- Déploiement  de la télémédecine et d’unités ambulatoires,
- Co-construction des projets d’accompagnement avec les personnes concernées,
- Réflexions éthiques sur l’autonomie, le consentement et l’inclusion,
- Engagement dans la transition écologique, avec un bilan carbone complet réalisé en 2024.

En 2024, la Fondation a été récompensée par trois trophées de l’innovation dans le secteur médico-social, soulignant la qualité de ses pratiques, sa créativité organisationnelle et sa capacité à anticiper les besoins.

## Chiffres clés
- 86 établissements et services
- 4 500 lits et places
- 2 700 salariés
- 300 bénévoles